# Tony Spinner
Tony Spinner, ameriški vokalist in kitarist, * 9. junij 1963, Cape Girardeau, Missouri, Združene države Amerike.
Spinner je ameriški rock in blues pevec in kitarist. Od leta 1999 do leta 2008 je hodil po turnejah s skupino Toto. Spinnerja je osebno izbral David Paich. Spinner je bil na turnejah ritem kitarist in spremljevalni vokalist, poleg tega pa je pel glavni vokal pri skladbi »Stop Loving You«, ki jo je v originalu pel Joseph Williams. Ko se je skupina leta 2010 ponovno formirala se je skupini ponovno pridružil Williams, zaradi tega skupina Spinnerja ni povabila na turnejo.
Konec leta 2010 se je Spinner pridružil Paulu Gilbertu na njegovi evropski turneji »Fuzz Universe«.

## Diskografija
- Saturn Blues (1993)
- Various Artists - L.A. Blues Authority: Fit For A. King (1993)
- Various Artists - L.A. Blues Authority: Hats off to Stevie Ray (1993)
- Various Artists - Songs from the Better Blues Bureau (1994)
- My '64 (1994)
- Crosstown Sessions (1996)
- Mark Sallings - Let It Be Known (1996)
- Mark Sallings & Famous Unknowns - Talkin' to Myself (1997)
- Livefields (Toto) (1999)
- Voodoo Crossing tribute to forever Jimi Hendrix  (2003)
- 25th Anniversary - Live in Amsterdam (Toto) (2003)
- Chicks And Guitars (2004)
- Falling in Between Live (Toto) (2006)
- Live in Europe (2008)
- Rollin´and Tumblin (2009)
- Down Home Mojo (2011)
- Vibrato (Paul Gilbert) (2012)
- Earth Music for Aliens (2013)